# 15 Year Killing Spree
15 Year Killing Spree este o compilație a trupei Cannibal Corpse lansată în  anul 2003 de casa de discuri Metal Blade Records.

## Conținut

### Best of Volume 1
1. "Shredded Humans" – 5:11
2. "Put Them to Death" – 1:48
3. "Born In a Casket" – 3:19
4. "A Skull Full of Maggots" – 2:06
5. "Gutted" – 3:15
6. "Covered With Sores" – 3:17
7. "Vomit The Soul" – 4:30
8. "Hammer Smashed Face" – 4:04
9. "Addicted to Vaginal Skin" – 3:32
10. "The Cryptic Stench" – 3:58
11. "Staring Through The Eyes of The Dead" – 3:30
12. "Stripped, Raped and Strangled" – 3:27
13. "The Pick-Axe Murders" – 3:03
14. "The Bleeding" – 4:20
15. "Zero The Hero" – 6:35

### Best of Volume 2
1. "Devoured by Vermin" – 3:12
2. "Disfigured" – 3:49
3. "Monolith" – 4:25
4. "I Will Kill You" – 2:48
5. "Sentenced to Burn" – 3:07
6. "Gallery of Suicide" – 3:56
7. "Dead Human Collection" – 2:30
8. "The Spine Splitter" – 3:10
9. "Pounded Into Dust" – 2:17
10. "I Cum Blood (live)" – 4:06
11. "Fucked With A Knife (live)" – 2:27
12. "Unleashing The Bloodthirsty (live)" – 4:15
13. "Meathook Sodomy (live)" – 5:16
14. "Savage Butchery" – 1:51
15. "Pit of Zombies" – 3:59
16. "Sanded Faceless" – 3:52
17. "Systematic Elimination" – 2:52

### Piese nelansate anterior
1. "A Skull Full of Maggots" – 2:25
2. "The Undead Will Feast" – 3:01
3. "Scattered Remains, Splattered Brains" – 2:41
4. "Put Them to Death" – 1:53
5. "Bloody Chunks" – 2:26
6. "Unburied Horror" – 3:28
7. "Mummified In Barbed Wire" – 3:07
8. "Gallery of The Obscene" – 3:37
9. "To Kill Myself" – 3:41
10. "Bloodlands" – 4:29
11. "Puncture Wound Massacre" – 1:43
12. "Devoured by Vermin" – 3:11
13. "Chambers of Blood" – 4:10
14. "Dismembered and Molested" – 1:57
15. "Gallery of Suicide" – 3:58
16. "Unite The Dead" – 3:04
17. "Crushing The Despised" – 1:50
18. "Headless" – 2:26
19. "Bethany Home (A Place to Die)" – 3:19
20. "Endless Pain" – 3:10
21. "Behind Bars" (– 2:19

### DVD

#### Cannibal Corpse live în 1989
1. "Scattered Remains, Splattered Brains"
2. "The Undead Will Feast"
3. "Escape the Torment"
4. "Bloody Chunks"
5. "Enter at Your Own Risk"
6. "Put Them to Death"
7. "A Skull Full of Maggots"

#### Cannibal Corpse Eats Moscow Alive, 1993
1. "Shredded Humans"
2. "The Cryptic Stench"
3. "Meathook Sodomy"
4. "Edible Autopsy"
5. "I Cum Blood"
6. "Gutted"
7. "Entrails Ripped from a Virgin's Cunt"
8. "Beyond The Cemetery"
9. "A Skull Full of Maggots"

#### Live în Hollywood
1. "From Skin to Liquid"
2. "Savage Butchery"
3. "Devoured by Vermin"
4. "Stripped, Raped and Strangled"
5. "Disposal of The Body"
6. "Pounded Into Dust"
7. "Addicted to Vaginal Skin"
8. "Meathook Sodomy"
9. "Pit of Zombies"
10. "Hammer Smashed Face"